# 大宮浅間神社
大宮浅間神社（おおみやせんげんじんじゃ）は、愛知県犬山市にある神社である。

## 概要
尾張冨士大宮浅間神社ともいう。浅間神社の1つ。
尾張富士の山頂にある。
子供の守護の神とされ、小児の虫封じ、家内安全、開運厄除、商売繁昌、交通安全、安産子授、学業向上のご利益があるという。
古くから武士の信仰があり、織田信長や徳川家康、犬山城城主の小笠原氏、成瀬氏の保護があったという。

## 祭神
- 木花開耶姫命
- 天照大神

## 歴史
社伝では、729年（天平元年）という。

## 石上げ祭り
毎年8月の第一日曜日に行われる祭りで、尾張三大奇祭のひとつである。
昔、ある信者が尾張富士へ登り、参籠祈願を行った。その夜、夢枕に木花開耶姫命があらわれ、尾張富士と隣りの本宮山を比べると尾張富士がやや低いことを嘆いたという。そこで、この信者は木曽川の大石を尾張富士の山頂に積み上げると、信者の願いがかなったという。このことを聞いた五郎丸村（現犬山市）の村民が尾張富士に大石を奉納し、富貴長命、子孫繁栄、五穀豊穣を祈願したという。これが周辺の村にも伝わり、盛大に行われるようになったという。
この「石上げ祭り」が行われ始めた時期は不明であるが、1836年（天保7年）ころから現在の形になったという。

## 所在地
- 愛知県犬山市冨士山

## 交通機関
- 名鉄犬山線 犬山駅より、岐阜バス明治村線「明治村」行きで「長者町団地前」バス停下車。
  - かつては「尾張富士」バス停が存在した。